# Törökkoppány
Törökkoppány is een plaats (község) en gemeente in het Hongaarse comitaat Somogy. Törökkoppány telt 491 inwoners (2001).